# Act of Parliament
Een Act of Parliament is een wet, vastgesteld door het Britse parlement. In het Verenigd Koninkrijk dient een wetsontwerp (Bill) door het Lager- en het Hogerhuis te worden aangenomen en wordt door de kroon bekrachtigd. De gezamenlijke Acts of Parliament vormen de wetgeving van de Britse natie.
Pas ten tijde van Hendrik VI werd het de gewoonte dat een wetsontwerp in zijn definitieve vorm werd ingediend. Een door het Lager- en Hogerhuis aangenomen ontwerp wordt aan de kroon voorgelegd met volgende formule : "Be it enacted by the King's most excellent Majesty, by and with the advicce and consent of the Lord Spiritual and Temporal and Commons in this present Parliament assembled, and by the authority of the same". 
Voor het aannemen van de Parliament Act, 1911 moest een wetsontwerp door beide instellingen worden goedgekeurd. Daarna kreeg het Lagerhuis een eersterangsrol.

## Wetgevend proces
Een Bill of wetsontwerp kan zowel in het Lager- als het Hogerhuis worden ingediend. Uitzondering zijn de Money Bills inzake financiële maatregelen betreffende de begroting. Die laatste kunnen enkel in het Lagerhuis op verantwoordelijkheid van de regering worden ingediend. Een wetsontwerp ingediend door de regering wordt een Government Bill genoemd, een wetsontwerp van een lid van een parlementslid een Private Member's Bill. Verder is er een onderscheid tussen een Public Bill, die betrekking heeft op het algemeen belang, en een Private Bill, die betrekking heeft op een lokale of individuele materie.
Door de Parliaments Acts van 1911 en 1949 werd de macht van het Hogerhuis in het wetgevend proces ingeperkt. Een Money Bill ingediend een maand voor het einde van een parlementair jaar, dient binnen de maand door het Hogerhuis te worden goedgekeurd zonder amendementen. Zoniet kan het ontwerp door de kroon worden ondertekend en wordt deze wet. Bij de andere Bills heeft het Hogerhuis wel het recht om deze te amenderen. Verder kan het Hogerhuis een Public Bill enkel opschorten. Een Public Bill die door het Lagerhuis in twee opeenvolgende Sessions (parlementaire jaren) is aanvaard en telkens door het Hogerhuis werd verworpen, kan toch wet worden. Het Hogerhuis heeft enkel een absoluut vetorecht behouden betreffende wetsontwerpen die de vijfjarige duur van een verkozen parlement willen verlengen of betreffende Private Bills.